# 24-Stunden-Rennen von Le Mans 1927

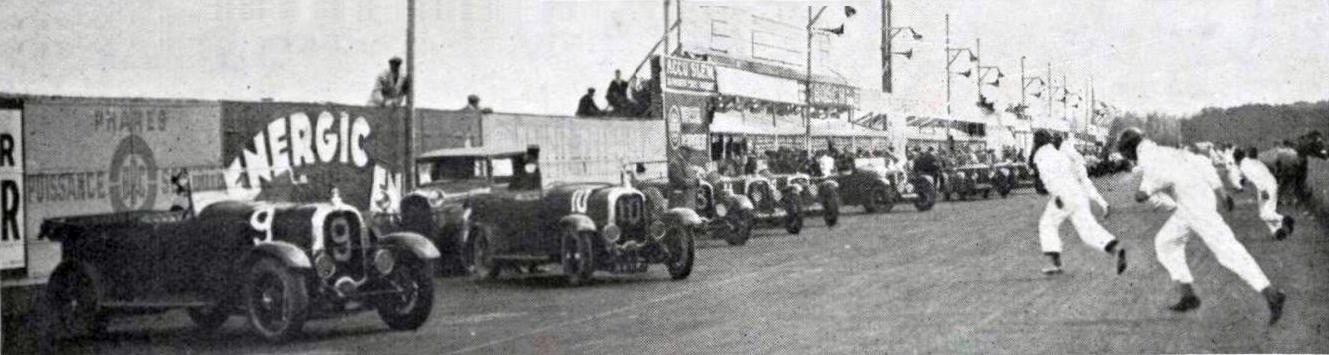
Rennstart

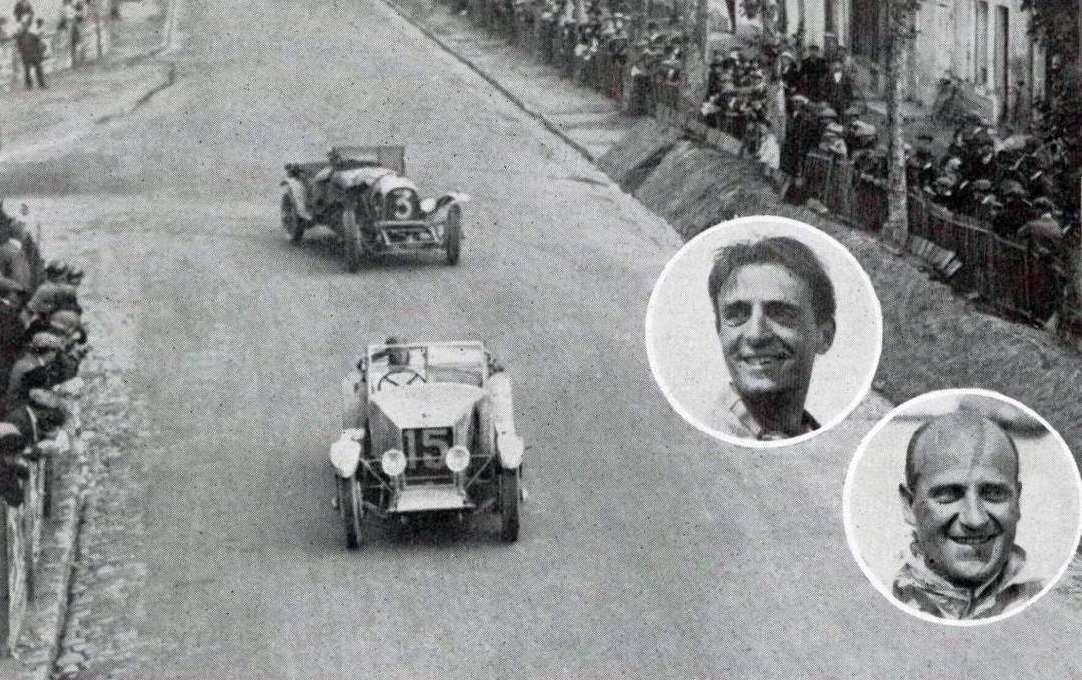
Der siegreiche Bentley 3 Litre Super Sport „Old Number 7“ (Startnummer 3) von Dudley Benjafield und Sammy Davis

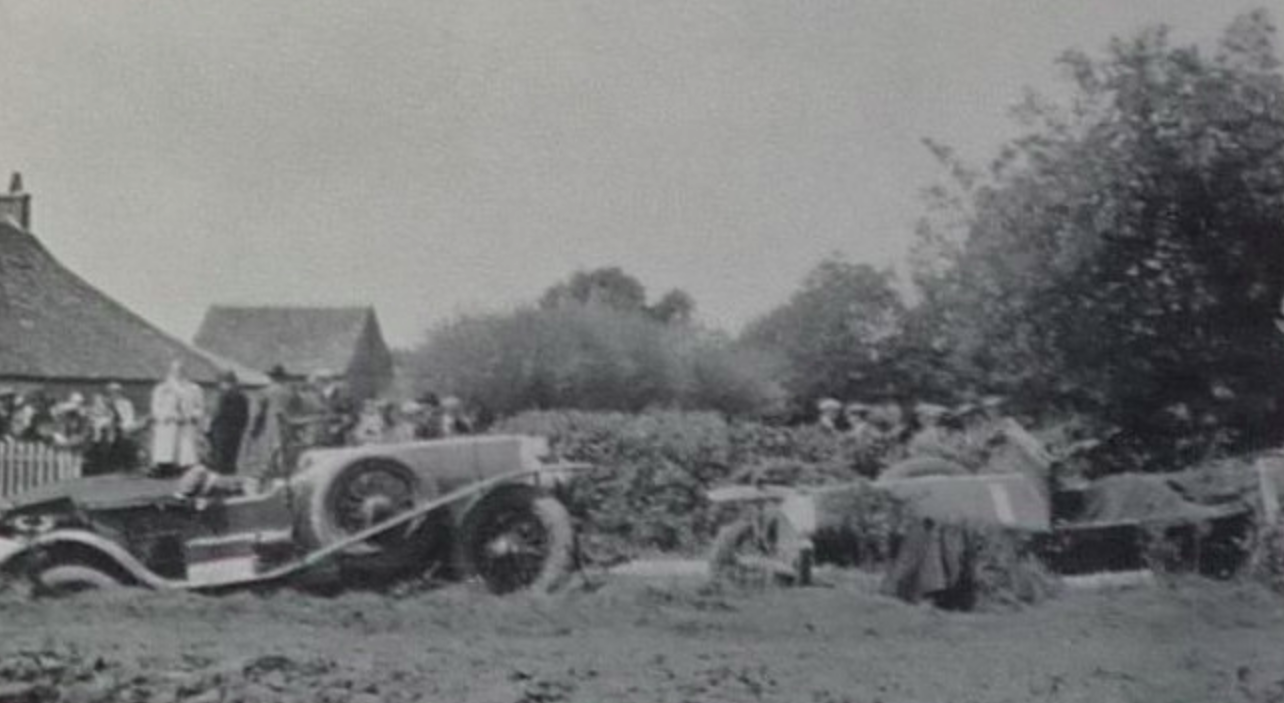
Die Wracks nach dem Maison-Blanche-Unfall

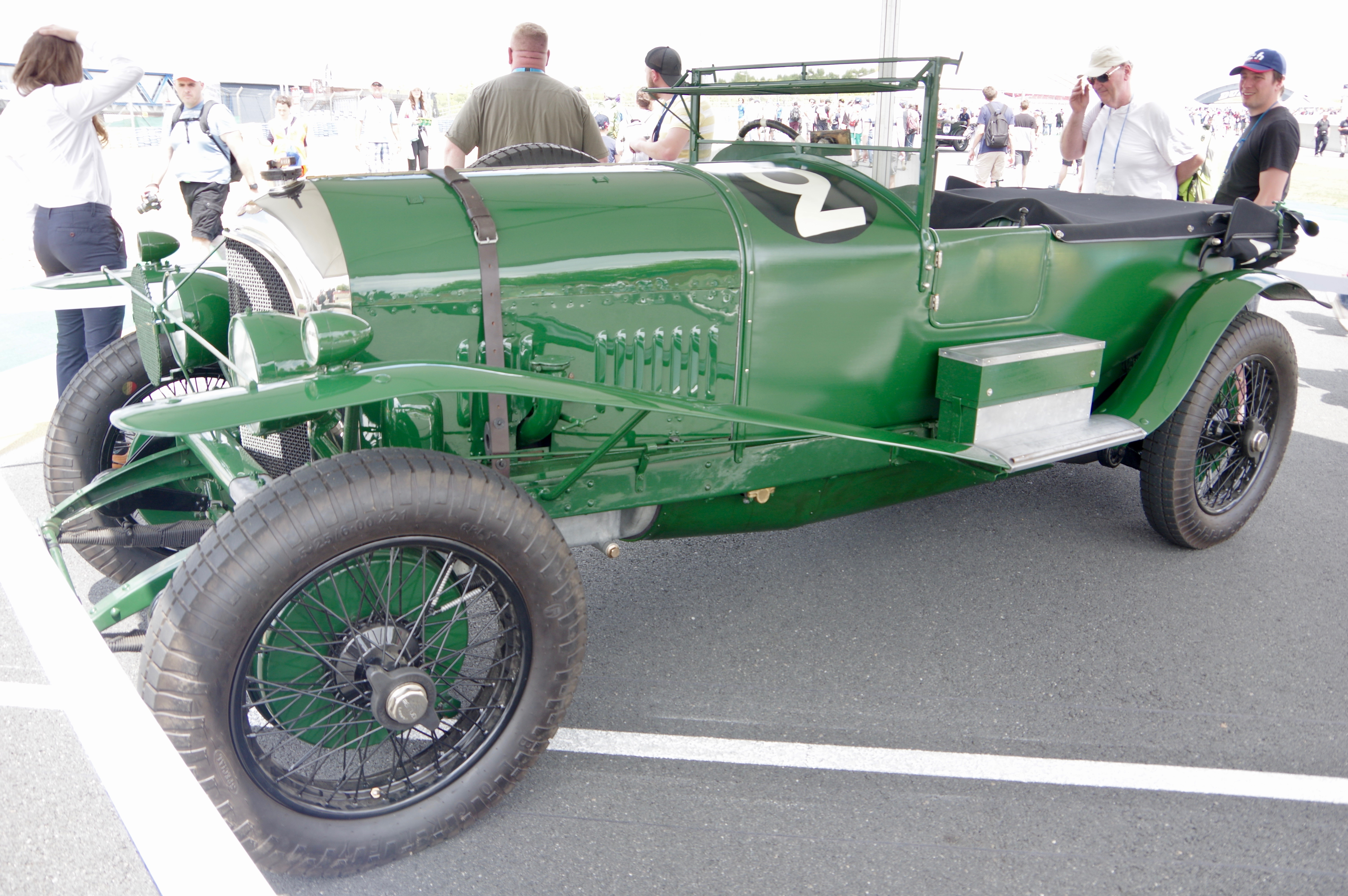
Der früh ausgefallene Bentley 3 Litre Super Sport von André d’Erlanger und George Duller

Das fünfte 24-Stunden-Rennen von Le Mans, der 5e Grand Prix d’Endurance les 24 Heures du Mans, auch 5émes Grand Prix d'Endurance les 24 Heures du Mans, Circuit Permanenthe de la Sarthe, fand vom 18. bis 19. Juni 1927 auf dem Circuit des 24 Heures statt.

## Das Rennen
Das 24-Stunden-Rennen von 1927 ging insofern in die Geschichte dieses Langstreckenrennens ein, als es für die britischen Fachleute als der „eigentliche“ Beginn dieser Veranstaltung gilt. Fachkundige Journalisten bezeichnen das Rennen von 1927 nicht als das „beste“, aber das „klassische“ 24-Stunden-Rennen. Dass spannende Motorsportveranstaltungen nicht immer im Zusammenhang mit der Anzahl der Teilnehmer stehen müssen, zeigt der Umstand, dass 1927 nur 22 Teams am Start waren. Dies bedeutete fast eine Halbierung der Teilnehmerzahl, denn im Jahr zuvor waren noch 41 Wagen ins Rennen gegangen. Ursprünglich sollten es 23 sein, aber einer der beiden Tracta verunfallte bei der Anreise und konnte nicht teilnehmen.
Die großen Favoriten auf den Sieg waren die einzigen drei nichtfranzösischen Wagen. Drei Werks-Bentley. „Old Number 7“, ein 3-Liter-Bentley-Super-Sport, wurde von Dudley Benjafield und Sammy Davis gefahren. Ein zweiter 3-Liter-Super-Sport wurde vom Franzosen André d’Erlanger und dem Briten George Duller gesteuert. Der stärkste Wagen im Feld war der später „Old Mother Gun“ genannte 4,5-Liter-Bentley, den Frank Clement – der Sieger von 1924 – und Leslie Callingham pilotierten. Nach dem Rückzug von Chenard & Walcker schon im Jahr davor hatte auch Lorraine Dietrich, die Siegermannschaft der letzten beiden Jahre, auf eine Teilnahme verzichtet. So blieb als stärkster französischer Wagen nur ein 3-Liter-Ariès, gefahren von Robert Laly und Jean Chassagne. Allerdings konzentrierten sich die heimischen Teams auf den Sieg im Biennale Cup, der durch eine Indexwertung die gefahrenen Kilometer eines Fahrzeugs in ein Verhältnis zur Leistung setzte. Hier waren die hubraumkleineren Fahrzeuge leicht im Vorteil.

### Der Maison-Blanche-Unfall (White-House-Desaster)
Das Rennen begann, wie erwartet, mit einer Dreifachführung von Bentley. Bis 21:30 Uhr am Samstagabend verlief auch alles nach Plan, dann kam es zu einem Massenunfall. Pierre Tabourin verlor in der Maison Blanche Kurve – damals stand knapp an der Rennstrecke ein weißes Haus, das der Kurve ihren Namen gab – die Herrschaft über seinen 2-Liter-Théo Schneider. Er kam mit dem rechten Hinterrad in einen kleinen Graben rechts der Fahrbahn und geriet ins Schleudern. Der Franzose konnte den Wagen noch abfangen, der dann aber quer zur Fahrrichtung und noch halb auf der Straße zum Stehen kam. Der knapp dahinter fahrende Callingham im 4,5-Liter-Bentley konnte nicht ausweichen, traf den Théo Schneider im Heck und schob ihn weiter auf die Straße. In kurzen Abständen prallten ein weiterer Théo Schneider, der 3-Liter-Bentley von Duller und ein 1-Liter-Ariès in beide Fahrzeuge. Als Sammy Davis im „Old Number 7“ zur Unfallstelle kam, standen fünf Wracks auf der Bahn. Davis wurde durch Zuschauer gewarnt und verlangsamte sein Tempo. Ganz stehen bleiben konnte er durch die schlechten Bremsen seines Bentley nicht. Er versuchte den Wagen in einen Dreher zu zwingen, rutschte seitlich an den Wracks vorbei und beschädigte ihn dabei erheblich. Davis blieb stehen und besah sich die Schäden. Als er festgestellt hatte, dass wie durch ein Wunder weder seine beiden Teamkollegen noch einer der französischen Fahrer ernsthaft verletzt waren, stieg er wieder ein und fuhr in langsamer Fahrt zurück an die Box.
Dort stellten Benjafield und er fest, dass die Vorderachse verzogen war und auf der rechten Seite sowohl der Kotflügel als auch die Lampe fehlten. Nach damaligem Reglement durften nur die Fahrer am Fahrzeug arbeiten, und beide brauchten mehr als eine halbe Stunde, um den Wagen wieder flott zu machen. Mit einem Rückstand von sechs Runden nahm Benjafield das Rennen wieder auf. Obwohl das Lenkrad auf der Geraden schief stand und die Windschutzscheibe fehlte, konnte Davis bis Sonntag, knapp nach Mittag, den Rückstand auf den führenden Ariès von Chassagne auf eine Runde verkürzen. Ein Sieg schien jedoch nicht mehr möglich. Der Ariès wurde aber von Problemen mit dem Zündverteiler geplagt, die schließlich zum Ausfall des Wagens führten.
Der Sieg von Davis und Benjafield wurde von der britischen Presse mit großem Jubel aufgenommen und führte in den nächsten Jahren zu einer Flut an britischen Zuschauern in Le Mans. Auch immer mehr Teams kamen in Folge an die Sarthe. Bis heute hält die Begeisterung auf der britischen Insel für diese Rennen an, die 1927 ihren Anfang nahm. Hätte allerdings Davis den Bentley nicht mehr zum Laufen gebracht, wäre mit einem kleinen Salmson der bis heute kleinste Rennwagen Gesamtsieger des 24-Stunden-Rennens geworden.

### Hotel Savoy
1927 begann auch die Tradition, den siegreichen Bentley des 24-Stunden-Rennens im Foyer des Londoner Savoy Hotel auszustellen, um dem Fahrzeug die Ehre zu erweisen. Was mit „Old Number 7“ 1927 begann, fand 2003 mit dem Bentley EXP Speed 8 von Tom Kristensen, Rinaldo Capello und Guy Smith seinen bisherigen Abschluss.

## Ergebnisse

### Piloten nach Nationen
| 38 Franzosen | 5 Briten | 1 Belgier |

### Schlussklassement
| Pos.            | Klasse | Nr. | Team                                                | Fahrer                              | Chassis                                    | Motor                  | Reifen | Runden |
| --------------- | ------ | --- | --------------------------------------------------- | ----------------------------------- | ------------------------------------------ | ---------------------- | ------ | ------ |
| 1               | 3.0    | 3   | Bentley Motors Ltd.                                 | Dudley Benjafield Sammy Davis       | Bentley 3 Litre Super Sport „Old Number 7“ | Bentley 2.9L I4        | D      | 137    |
| 2               | 1.1    | 25  | Émile Salmson et Cie                                | André de Victor Julien Hasley       | Salmson GS                                 | Salmson 1.1L I4        | D      | 117    |
| 3               | 1.1    | 23  | Émile Salmson et Cie                                | Georges Casse André Rousseau        | Salmson GS                                 | Salmson 1.1L I4        | D      | 115    |
| 4               | 1.5    | 15  | Société des Construction Automobile Parisienne      | Lucien Desvaux Fernand Vallon       | S.C.A.P. Type O                            | S.C.A.P. 1.5L I4       | D      | 111    |
| 5               | 1.1    | 26  | Etablissements Henri Precioux                       | Guy Bouriat Pierre Bussienne        | E.H.P Type DS                              | C.I.M.E 1.1L I4        | D      | 109    |
| 6               | 1.1    | 21  | Société des Applications à Refroidissements par Air | André Marandet Gonzaque Lécureul    | S.A.R.A. BDE                               | S.A.R.A. 1.1L I4       | E      | 107    |
| 7               | 1.1    | 20  | SA des Automobiles Tracta                           | Jean-Albert Grégoire Lucien Lemesle | Tracta Gephi                               | S.C.A.P 1.1L I4        | D      | 98     |
| Nicht klassiert |        |     |                                                     |                                     |                                            |                        |        |        |
| 8               | 1.5    | 16  | Société des Construction Automobile Parisienne      | Henri Guibert Albert Clément        | S.C.A.P Type O                             | S.C.A.P 1.5L I4        | D      | 99     |
| Disqualifiziert |        |     |                                                     |                                     |                                            |                        |        |        |
| 9               | 1.5    | 4   | Société des Applications à Refroidissements par Air | Gaston Mottet Emile Maret           | S.A.R.A. SP7                               | S.A.R.A 1.5L I6        | E      | 50     |
| 10              | 1.1    | 27  | Etablissements Henri Precioux                       | Henri de Costier Hilaire Gaignard   | E.H.P Type DS                              | C.I.M.E. 1.1L I4       | D      | 40     |
| 11              | 1.1    | 29  | Société des Automobile Ariès                        | Fernand Gabriel Louis Paris         | Ariès CC2 Super                            | Ariès 1.1L I4          | D      | 23     |
| 12              | 1.1    | 24  | Émile Salmson et Cie                                | Lionel de Marmier Pierre Goutte     | Salmson GS                                 | Salmson 1.1L I4        | D      | 21     |
| 13              | 1.1    | 28  | Société des Automobile Ariès                        | Arthur Duray Roger Delano           | Ariès CC4                                  | Ariès 1.1L I4          | D      | 16     |
| Ausgefallen     |        |     |                                                     |                                     |                                            |                        |        |        |
| 14              | 2.0    | 4   | Société des Automobile Ariès                        | Robert Laly Jean Chassagne          | Ariès Type S GP2 Surbaisée                 | Ariès 3.0L I4          | D      | 122    |
| 15              | 2.0    | 8   | Fabriques d’Automobiles de St. Ouen                 | Raymond Leroy Pierre Mesnel         | Fasto A3 Sport                             | Fasto 2.0L I4          | D      | 96     |
| 16              | 2.0    | 10  | Fabriques d’Automobiles de St. Ouen                 | Michel Doré Roger Hellot            | Fasto A3 Sport                             | Fasto 2.0L I4          | D      | 75     |
| 17              | 2.0    | 9   | Fabriques d’Automobiles de St. Ouen                 | Paul Brosselin Frédéric Théllusson  | Fasto A3 Sport                             | Fasto 2.0L I4          | D      | 72     |
| 18              | 1.1    | 22  | Société des Applications à Refroidissements par Air | Henri Armand Gaston Duval           | S.A.R.A ATS                                | S.A.R.A 1.4L I4        | E      | 42     |
| 19              | 5.0    | 1   | Bentley Motors Ltd.                                 | Frank Clement Leslie Callingham     | Bentley 4 ½ Litre Old Mother Gun           | Bentley 4.4L I6        | D      | 35     |
| 20              | 2.0    | 12  | Automobiles Th. Schneider SA                        | Jacques Chantrel René Schiltz       | Théo Schneider 25SP Le Mans                | Théo Schneider 2.0L I4 | D      | 34     |
| 21              | 3.0    | 2   | Bentley Motors Ltd.                                 | André d’Erlanger George Duller      | Bentley 3 Litre Super Sport                | Bentley 3.0l I4        | D      | 34     |
| 22              | 2.0    | 11  | Automobiles Th. Schneider SA                        | Robert Poirier Pierre Tabourin      | Théo Schneider 25SP Le Mans                | Théo Schneider 2.0L I4 | D      | 26     |
| Nicht gestartet |        |     |                                                     |                                     |                                            |                        |        |        |
| 23              | 1.1    | 19  | SA des Automobiles Tracta                           | Pierre Fenaille Etienne Boussoud    | Tracta Gephi                               | S.C.A.P 1.1L I4        | D      | 1      |

1 Unfall bei der Anreise

### Nur in der Meldeliste
Hier finden sich Teams, Fahrer und Fahrzeuge die ursprünglich für das Rennen gemeldet waren, aber aus den unterschiedlichsten Gründen daran nicht teilnahmen. 
| Pos. | Klasse | Nr. | Team                                            | Fahrer          | Chassis            | Motor                  | Reifen |
| ---- | ------ | --- | ----------------------------------------------- | --------------- | ------------------ | ---------------------- | ------ |
| 24   | 2.0    | 5   | Établissements Automobiles Rolland et Pilain SA |                 | Rolland-Pilain C23 | Rolland-Pilain 2.0L I4 |        |
| 25   | 2.0    | 6   | Établissements Automobiles Rolland et Pilain SA |                 | Rolland-Pilain C23 | Rolland-Pilain 2.0L I4 |        |
| 26   | 2.0    | 7   | Établissements Automobiles Rolland et Pilain SA |                 | Rolland-Pilain C23 | Rolland-Pilain 2.0L I4 |        |
| 27   |        |     |                                                 |                 | Ariès              |                        |        |
| 28   | 1.1    | 17  | Automobiles Gendron & Cie                       | Marcel Michelot | GM GC3 Sport       | C.I.M.E. 1.1L I4       |        |
| 29   | 1.1    | 18  | Automobiles Gendron & Cie                       | Marcel Gendron  | GM GC3 Sport       | C.I.M.E. 1.1L I4       |        |
| 30   |        |     |                                                 |                 | Tracta             |                        |        |
| 31   |        |     |                                                 |                 | Steyr              |                        |        |

### Rudge-Whitworth-Biennale-Cup
| Pos. | Nr. | Fahrer                           | Chassis       | Koeffizient | Platzierung im Gesamtklassement |
| ---- | --- | -------------------------------- | ------------- | ----------- | ------------------------------- |
| 1    | 23  | Georges Casse André Rousseau     | Salmson GS    | 1.239       | Rang 3                          |
| 2    | 26  | Guy Bouriat Pierre Bussienne     | E.H.P Type DS | 1.160       | Rang 5                          |
| 3    | 21  | André Marandet Gonzaque Lécureul | S.A.R.A. BDE  | 1.139       | Rang 6                          |

### Prix le Saint-Didier – Index of Performance
| Pos. | Nr. | Fahrer                              | Chassis                     | Koeffizient | Platzierung im Gesamtklassement |
| ---- | --- | ----------------------------------- | --------------------------- | ----------- | ------------------------------- |
| 1    | 25  | André de Victor Joseph Hasley       | Salmson GS                  | 1.245       | Rang 2                          |
| 2    | 23  | Georges Casse André Rousseau        | Salmson GS                  | 1.239       | Rang 3                          |
| 3    | 26  | Guy Bouriat Pierre Bussienne        | E.H.P Type DS               | 1.160       | Rang 5                          |
| 4    | 21  | André Marandet Gonzaque Lécureul    | S.A.R.A. BDE                | 1.139       | Rang 6                          |
| 5    | 3   | Dudley Benjafield Sammy Davis       | Bentley 3 Litre Super Sport | 1.062       | Gesamtsieg                      |
| 6    | 15  | Lucien Desvaux Fernand Vallon       | S.C.A.P. Type O             | 1.057       | Rang 4                          |
| 7    | 20  | Jean-Albert Grégoire Lucien Lemesle | Tracta Gephi                | 1.043       | Rang 7                          |

### Klassensieger
| Klasse                                      | Fahrer            | Fahrer         | Fahrzeug                    | Platzierung im Gesamtklassement |
| ------------------------------------------- | ----------------- | -------------- | --------------------------- | ------------------------------- |
| 3. Bienniale Cup                            | Georges Casse     | André Rousseau | Salmson GS                  | Rang 3                          |
| Prix le Saint-Didier – Index of Performance | André de Victor   | Joseph Hasley  | Salmson GS                  | Rang 2                          |
| 2001–3000 cm³                               | Dudley Benjafield | Sammy Davis    | Bentley 3 Litre Super Sport | Gesamtsieg                      |
| 1101–1500 cm³                               | Lucien Desvaux    | Fernand Vallon | S.C.A.P. Type O             | Rang 4                          |
| 750–1100 cm³                                | André de Victor   | Joseph Hasley  | Salmson GS                  | Rang 2                          |

### Renndaten
- Gemeldet: 31
- Gestartet: 22
- Gewertet: 7
- Rennklassen: 5
- Zuschauer: unbekannt
- Ehrenstarter des Rennens: Emile Coquille, französischer Vertreter des Reifenherstellers Rudge-Whitworth
- Wetter am Rennwochenende: Regen in der Nacht
- Streckenlänge: 17,262 km
- Fahrzeit des Siegerteams: 24:00:00,000 Stunden
- Gesamtrunden des Siegerteams: 137
- Gesamtdistanz des Siegerteams: 2369,807 km
- Siegerschnitt: 98,740 km/h
- Pole Position: unbekannt
- Schnellste Rennrunde: Frank Clement – Bentley 4 ½ Litre (#1) – 8:46,000 = 118,142 km/h
- Rennserie: zählte zu keiner Rennserie